# Іскрівська сільська рада (Звіриноголовський район)
І́скрівська сільська рада (рос. Искровский сельский совет) — сільське поселення у складі Звіриноголовського району Курганської області Росії.
Адміністративний центр та єдиний населений пункт — селище Іскра.
Населення сільського поселення становить 512 осіб (2017; 632 у 2010, 785 у 2002).